# Gurtenfestival
 (juillet 2016).
Si vous disposez d'ouvrages ou d'articles de référence ou si vous connaissez des sites web de qualité traitant du thème abordé ici, merci de compléter l'article en donnant les références utiles à sa vérifiabilité et en les liant à la section « Notes et références ».
Le Gurtenfestival est un festival de musique de quatre jours ayant lieu chaque année sur la colline du Gurten à Berne, capitale de la Suisse.

## Présentation
La première édition du Gurtenfestival a eu lieu lors de l'été 1977. À l'origine, un festival pop de taille restreinte, le Gurtenfestival s'est établi en 39 ans d'existence en tant qu'événement musical incontournable sur la scène suisse et jouit d'une couverture médiatique importante.
Un programme diversifié, une situation géographique unique et une ambiance agréable ont su séduire un public fidèle. Avec un public grandissant, le festival accueille de plus en plus de stars internationales. Le programme est composé avant tout de groupes de la scène pop (alternative) et rock. De nombreuses pointures de la scène musicale suisse y font régulièrement leur apparition.